# 활성화 착물
활성화 착물(活性化錯物, 영어: activated complex) 또는 활성착물(活性錯物) 또는 활성화물(活性化物)은 활성화 에너지 이상의 에너지를 가진 반응물들이 유효 충돌하여 순간적으로 생성하는, 반응물도 생성물도 아닌 그 중간 단계에 해당하는 중간 물질을 말한다.
일산화탄소(CO)와 이산화질소(NO2)를 반응시켜 이산화탄소(CO2)와 일산화질소(NO)를 만들고자 하는 경우, 충분한 에너지를 가진 CO의 C 원자와 NO2의 O 원자가 서로 다가와 거리가 가까워지면 NO2의 O 원자는 CO의 C 원자와 약한 결합을 형성하게 된다. 이때 원래 형성하고 있던 N과의 결합은 약해진다. 그래서 결국 NO2의 O 원자는 원래 결합하고 있던 질소원자, 그리고 CO의 탄소원자 모두와 약한 결합을 형성하게 된다. 이 상태는 아주 높은 에너지를 가지고 있는 상태이기 때문에 매우 불안정하다. 따라서 둘 중 한 결합을 끊고 다른 한 결합과 강하게 결합하면서 생성물(CO2+ NO) 만들거나 다시 원래의 상태(CO + NO2)로 돌아간다.
전이 상태에서 활성화 착물을 형성한다.

## 같이 보기
- 전이 상태
- 반응 중간체(reaction intermediate)
- 반응성 중간체(reactive intermediate)
- 배위화합물(착화합물, coordination complex)